# Frans van Houten

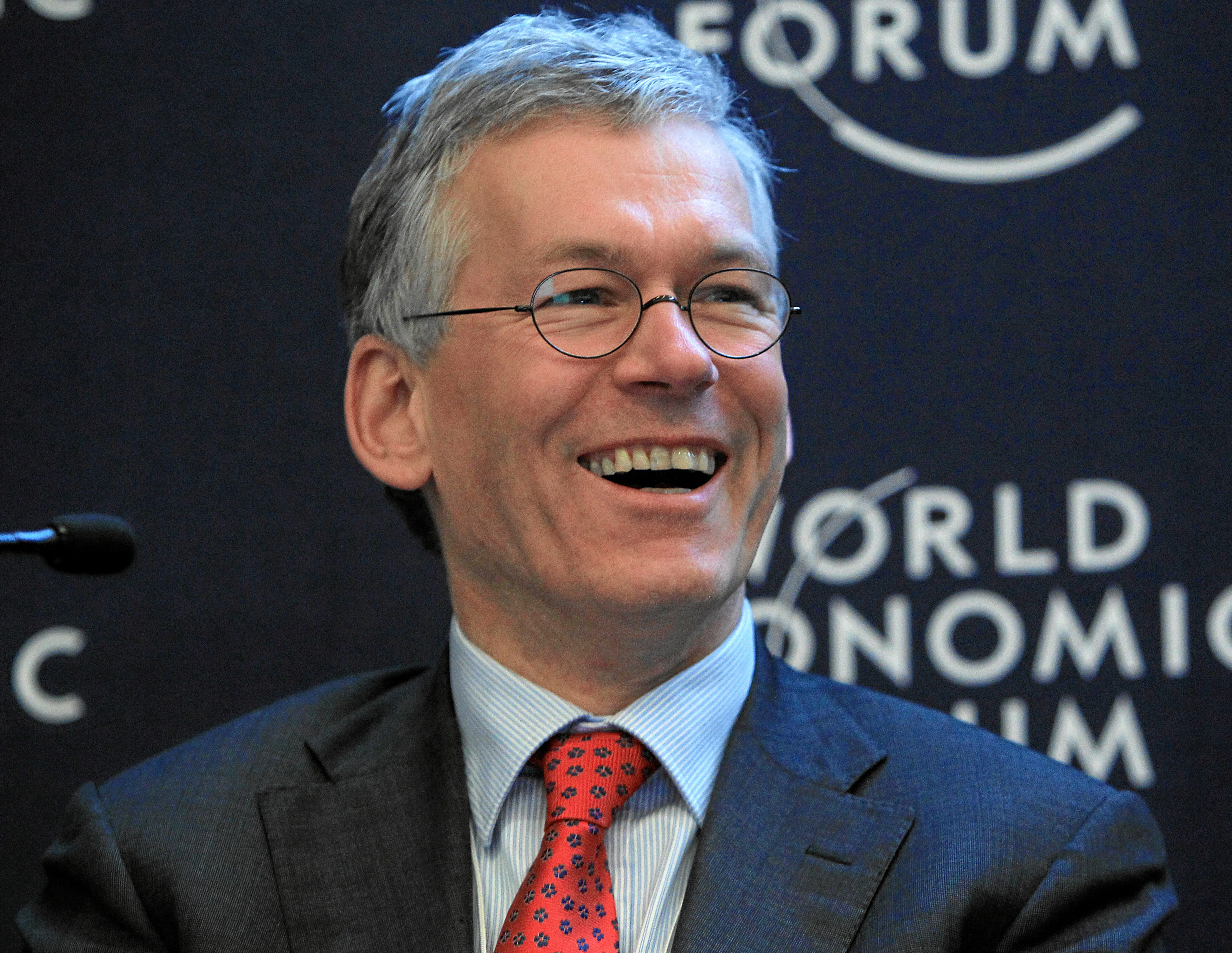
Frans van Houten am World Economic Forum Annual Meeting (2013)

Frans van Houten (* 26. April 1960 in Eindhoven als François Adrianus van Houten) war als Nachfolger von Gerard Kleisterlee von 2011 bis 2022 CEO der niederländischen Firma Royal Philips Electronics (allgemein bekannt als Philips). Am 16. August 2022 wurde er in dieser Funktion von Roy Jakobs abgelöst.

## Leben

### Ausbildung, Berufserfahrung
Frans van Houten, Sohn eines Vorstandsmitglieds von Philips, studierte Wirtschaftswissenschaften an der Erasmus-Universität Rotterdam und begann seine Karriere 1986 bei Philips im Bereich Marketing und Vertrieb bei Philips Data Systems. Er bekleidete mehrere Positionen im Unternehmen und wurde 2002 Co-Leiter des Geschäftsbereichs Unterhaltungselektronik.
Im November 2004 wurde er CEO von Philips Semiconductors, wo er die Abspaltung der Division leitete, was zur Gründung von NXP Semiconductors am 1. Oktober 2006 führte. Van Houten hat sein Amt als Chief Executive Officer, NXP, am 31. Dezember 2008 niedergelegt.

### CEO von Philips
Am 8. Juli 2010 wurde er als Nachfolger von Gerard Kleisterlee zum CEO von Philips ernannt, um sich mehr auf das Gesundheitswesen zu konzentrieren.
Sein Schwerpunkt ist die Transformation von Philips zu einem Gesundheitstechnologieunternehmen. Mittel dafür sind Desinvestitionen, Akquisitionen und organische Geschäftsentwicklung, wie zum Beispiel der Verkauf des Fernsehgeschäfts im Jahr 2012, des Audio- und Videogeschäfts im Jahr 2014 und der Börsengang von Philips Lighting an der Amsterdamer Börse Euronext im Mai 2016. Philips hat zugleich in Akquisitionen investiert, die das Portfolio des Unternehmens stärken sollen, darunter die Hersteller von Medizinprodukten, Volcano und Spectranetics, RespirTech, die führenden Anbieter von Beatmungsgeräten, Wellcentive und VitalHealth, sowie weitere in den Bereichen digitale Pathologie, Neurologie, Schwangerschaft und Erziehung, Gesundheitsinformatik und Ultraschall. Unter seiner Leitung wurden auch Investitionen in Forschung und Entwicklung in Bereichen wie digitale Pathologie, medizinische Wearables und Gesundheitsinformatik getätigt.
Am 16. August 2022 gab Philips bekannt, dass van Houten zum 15. Oktober von Roy Jakobs (* 1974) abgelöst wird.

### Weitere Funktionen
Frans war Ko-Vorsitzender des Weltwirtschaftsforums in Davos im Jahr 2017. Er war einer der Initiatoren des Compact for Responsive and Responsible Leadership, dessen Ziel es ist, einen Corporate Governance Rahmen zu schaffen, der auf die langfristige Nachhaltigkeit von Unternehmen und die langfristigen Ziele der Gesellschaft ausgerichtet ist. Zudem ist Frans auch Mitglied des European Round Table of Industrialists, einer Interessenvertretung der 50 größten europäischen multinationalen Unternehmen. Er ist Mitbegründer von NL2025, einer Plattform niederländischer Meinungsbildner, die Initiativen zur Schaffung einer besseren Zukunft für die Niederlande in den Bereichen Bildung, nachhaltiges Wachstum und eine lebendige Gesellschaft unterstützen.
Im Februar 2017 wurde er in den Verwaltungsrat von Novartis berufen.

## Positionen
Van Houten ist Befürworter der Nachhaltigkeit und der Umsetzung einer Kreislaufwirtschaft und erhielt den Fortune Award for Circular Economy Leadership auf einer Veranstaltung rund um das World Economic Forum Meeting 2018 in Davos.

## Auszeichnungen
Im Jahr 2018 wurde Philips auf Platz 19 des Forbes-Rankings der renommiertesten Unternehmen der Welt, unter die Top 25 Unternehmen, die von der Zeitschrift Fortune für das beste Design ausgezeichnet werden, und von Clarivate Analytics (ehemals Thomson Reuters Intellectual Property & Science Business) zum fünften Mal in Folge unter die Top 100 Global Innovators gewählt.
Darüber hinaus wurde Van Houten 2017 von der Zeitschrift Fortune unter die Top 20 Global Business Leaders gewählt. Sein Zitat lautete: „Wir orientieren uns an CEOs mit Visionen, die die Welt über ihr Unternehmen hinaus beeinflussen. Die 20 Star-Führungskräfte tun nichts Geringeres, als die Zukunft des Geschäfts zu bestimmen.“

## Privates
Er ist der Bruder von Henk van Houten.